# Prima Divisione 1934 (pallacanestro maschile)
La Prima Divisione 1934 ha rappresentato il secondo livello del 14º campionato italiano di pallacanestro maschile, è stato il 4° organizzato dalla FIP.

## Regolamento
Le squadre iscritte sono divise inizialmente in gironi su base regionale. Le vincenti dei vari gironi sono poi raggruppate in tre concentramenti (gruppi). Un ulteriore girone di spareggio sancisce la squadra che viene promossa in Divisione Nazionale 1935.
Le squadre vincitrici dei tre concentramenti sono nominatre "Campioni di Prima Divisione", e vengono premiate con lo scudetto giallorosso di Roma, con fascio littorio.

## Prima fase a gironi

### Girone Piemonte
Squadre partecipanti:
1.FIAT Torino

### Girone Liguria
Squadre partecipanti:
1.GUF Genova

### Girone Lombardia
Squadre partecipanti:
- 1. U.S. Milanese, Milano
- 2. D.A. Pirelli, Milano
- 3. Dop. Ferrovie Nord, Milano
- 4. S.G.M. Forza e Coraggio, Milano
- 5. G.R.F. Amatore Sciesa, Milano

### Girone Giuliano
| Trieste 26 marzo 1934 | Dopolavoro A.C.E.G.A.Trieste | 27 – 16 | Ginnastica Triestina B |  |

| Trieste 1 aprile 1934 | Ginnastica Triestina B | 10 – 17 | Dopolavoro A.C.E.G.A.Trieste |  |

### Girone Emilia
| Bologna 26 marzo 1934 | S.E.F. Virtus Bologna | 27 – 17 | G.U.F. Galvani Bologna |  |

| Bologna 1 aprile 1934 | G.U.F. Galvani Bologna | 14 – 18 | S.E.F. Virtus Bologna |  |

### Girone Toscano
Squadre partecipanti:
1.G.U.F. Firenze, Firenze

### Girone Lazio

#### Classifica
|  |    | girone lazio      | Pt | G | V | N | P | GF | GS |
|  | -- | ----------------- | -- | - | - | - | - | -- | -- |
|  | 1. | Ginnastica Roma B | 6  | 4 | 3 | 1 | 0 | 73 | 37 |
|  | 2  | Lazio A           | 6  | 4 | 3 | 1 | 0 | 51 | 47 |
|  | 3  | Lazio B           | 0  | 4 | 0 | 4 | 0 | 42 | 82 |

#### Risultati
| Risultati girone  | ROM   | LZA | LZB   |
| ----------------- | ----- | --- | ----- |
| Ginnastica Roma B |       | 8-3 | 29-6  |
| Lazio A           | 16-15 |     | 30-24 |
| Lazio B           | 12-21 | 0-2 |       |

### Girone Campania
Squadre partecipanti:
1.SSP Napoli
2. Guf Mussolini Napoli
3. FG Corridoni
4. FG Napoli
5. De Pinedo
6. FG Napoli B
7. FG Napoli C
8. FGC IV Gruppo A

### Girone Puglie

#### Girone A

##### Classifica
|  |    | girone pugliese A | Pt | G | V | N | P | GF  | GS  |
|  | -- | ----------------- | -- | - | - | - | - | --- | --- |
|  | 1. | F.G. Bari         | 12 | 6 | 6 | 0 | 0 | 192 | 34  |
|  | 2  | N.U.F. Trani      | 8  | 6 | 4 | 2 | 0 | 101 | 79  |
|  | 3  | F.G. Lecce        | 4  | 6 | 2 | 4 | 0 | 45  | 166 |
|  | 4  | F.G. Taranto      | 0  | 6 | 0 | 6 | 0 | 47  | 106 |

##### Risultati
| Risultati girone | BAR   | TAR   | LEC   | TRA  |
| ---------------- | ----- | ----- | ----- | ---- |
| F.G. Bari        |       | 34-2  | 65-0  | 22-9 |
| F.G. Taranto     | 8-21  |       | 8-10  | 5-15 |
| F.G. Lecce       | 4-32  | 11-10 |       | 9-13 |
| N.U.F. Trani     | 11-18 | 15-14 | 38-11 |      |

#### Girone B

##### Classifica
|  |    | girone pugliese B | Pt | G | V | N | P | GF  | GS  |
|  | -- | ----------------- | -- | - | - | - | - | --- | --- |
|  | 1. | U.S. Bari B       | 12 | 6 | 6 | 0 | 0 | 147 | 57  |
|  | 2  | G.U.F. Foggia     | 6  | 6 | 3 | 3 | 0 | 88  | 69  |
|  | 3  | G.U.F. Taranto    | 6  | 6 | 3 | 3 | 0 | 64  | 109 |
|  | 4  | G.U.F. Matera     | 0  | 6 | 0 | 6 | 0 | 46  | 110 |

##### Risultati
| Risultati girone | BAR   | TAR  | FOG   | MAT  |
| ---------------- | ----- | ---- | ----- | ---- |
| U.S. Bari B      |       | 26-3 | 28-11 | 28-8 |
| G.U.F. Taranto   | 13-27 |      | 14-12 | 11-9 |
| G.U.F. Foggia    | 11-14 | 27-3 |       | 18-2 |
| G.U.F. Matera    | 11-24 | 8-20 | 8-9   |      |

#### Finale
| Bari 1 aprile 1934 | F.G. Bari | 15 – 6 | U.S. Bari B |  |

| Bari 8 aprile 1934 | U.S. Bari B | 3 – 8 | F.G. Bari |  |

## Gironi di qualificazione

### Gruppo Nord Ovest

#### Classifica
|  |    | Classifica finale Nord Ovest | Pt | G | V | P | PF  | PS |
|  | -- | ---------------------------- | -- | - | - | - | --- | -- |
|  | 1. | U.S. Milanese                | 8  | 4 | 4 | 0 | 131 | 48 |
|  | 2. | GUF Genova                   | 6  | 4 | 2 | 2 | 31  | 61 |
|  | 3. | FIAT Torino                  | 3  | 4 | 0 | 4 | 26  | 79 |

#### Risultati
| Risultati     | USMi  | Gen   | Tor   |
| ------------- | ----- | ----- | ----- |
| U.S. Milanese |       | 32-14 | 34-16 |
| GUF Genova    | 11-26 |       | 4-3   |
| FIAT Torino   | 7-39  | 0-2   |       |

### Gruppo Nord Est

#### Classifica
|  |    | Classifica finale Nord Est | Pt | G | V | P | PF  | PS  |
|  | -- | -------------------------- | -- | - | - | - | --- | --- |
|  | 1. | SEF Virtus Bologna         | 7  | 4 | 3 | 1 | 107 | 74  |
|  | 2. | ACEGA Trieste              | 7  | 4 | 3 | 1 | 167 | 70  |
|  | 3. | GUF Firenze                | 4  | 4 | 0 | 4 | 54  | 184 |

#### Risultati
| Risultati          | VBo   | Ts    | Fi    |
| ------------------ | ----- | ----- | ----- |
| SEF Virtus Bologna |       | 32-25 | 44-11 |
| ACEGA Trieste      | 27-6  |       | 60-13 |
| GUF Firenze        | 11-25 | 19-55 |       |

#### Spareggio
| Venezia 10 giugno 1934 | ACEGA Trieste | 20 – 33 | SEF Virtus Bologna |  |

### Gruppo Centro Sud

#### Classifica
|  |    | Classifica finale Centro Sud | Pt | G | V | P | PF | PS |
|  | -- | ---------------------------- | -- | - | - | - | -- | -- |
|  | 1. | Ginnastica Roma              | 4  | 2 | 2 | 0 | 19 | 9  |
|  | 2. | F.G. Bari C.                 | 1  | 4 | 0 | 2 | 9  | 19 |
|  | 3. | SSP Napoli                   | -  | - | - | - | -  | -  |

#### Risultati
| Roma | Ginnastica Roma B | 17 – 9 | Fasci Giovanili Bari Centro |  |

| Bari | Fasci Giovanili Bari Centro | 0 – 2 [per rinuncia referto] | Ginnastica Roma B |  |

La SS Pall. Napoli si ritira dalla campionato dopo la prima partita persa contro la Ginnastica Roma B per 13-19

## Girone finale
|  |    | Classifica        | Pt | G | V | P | PF | PS |
|  | -- | ----------------- | -- | - | - | - | -- | -- |
|  | 1. | Virtus Bologna    | 4  | 2 | 2 | 0 | 33 | 30 |
|  | 2. | U.S. Milanese     | 3  | 2 | 1 | 1 | -  | -  |
|  | 3. | Ginnastica Roma B | 2  | 2 | 0 | 2 | -  | -  |

### Risultati
| Firenze 13 luglio 1934 | Virtus Bologna | 17 – 16 | Ginnastica Roma B |  |

| Firenze 14 luglio 1934 | U.S. Milanese | ? – ? | Ginnastica Roma B |  |

| Firenze 15 luglio 1934 | U.S. Milanese | 14 – 16 | Virtus Bologna |  |

## Verdetti
- Promossa in Divisione Nazionale: SEF Virtus Bologna

Formazione: Venzo Vannini, Francesco Cao, Giancarlo Marinelli, Guidobaldo Jahier, Athos Paganelli, Giuseppe Palmieri, Bruno Pirazzoli, Lino Rossetti, Mario Reggiani, Napoleone Valvola; riserve: Gualberto Faglioni, Guido Ornati. Allenatori: Giuseppe Palmieri (parte tecnica), Filippo Giuli (parte atletica).
- Squadre Campioni di Prima Divisione 1934: Ginnastica Roma B e Unione Sportiva Milanese.